# El Álamo, Veracruz
El Álamo är en ort i Mexiko.   Den ligger i kommunen Tlachichilco och delstaten Veracruz, i den sydöstra delen av landet, 160 km nordost om huvudstaden Mexico City. El Álamo ligger 1 264 meter över havet och antalet invånare är 113.
Terrängen runt El Álamo är bergig söderut, men norrut är den kuperad. El Álamo ligger uppe på en höjd. Runt El Álamo är det ganska glesbefolkat, med 38 invånare per kvadratkilometer. Närmaste större samhälle är Huehuetla, 17,2 km sydost om El Álamo. Omgivningarna runt El Álamo är en mosaik av jordbruksmark och naturlig växtlighet.